# Brachionidium arethusa
Brachionidium arethusa är en orkidéart som beskrevs av Carlyle August Luer. Brachionidium arethusa ingår i släktet Brachionidium och familjen orkidéer. Inga underarter finns listade i Catalogue of Life.